# Слог
Слог — минимальная фонетико-фонологическая единица, характеризующаяся наибольшей акустико-артикуляционной слитностью своих компонентов, то есть входящих в него звуков. Слог не имеет связи с формированием и выражением смысловых отношений. Это чисто произносительная единица. В слоге группируются звуки разной степени звучности, наиболее звучные — слогообразующие, остальные — неслоговые.
При определении понятия слога с точки зрения науки о языке различаются два подхода. Со стороны образования, или, иначе, в физиологическом отношении, слог интерпретируется как звук или сочетание звуков, при произнесении которых речевой аппарат человека порождает один неразрывный толчок выдыхаемого воздуха. В свою очередь, в акустическом отношении, или со стороны звучности, под слогом может пониматься такой отрезок речи, в рамках которого один звук выделяется в сравнении с другими, находящимися от него в непосредственной близости, наибольшей степенью звучности.

## Общее понятие о слоге
В то время как фонема понимается в языкознании как минимальная звуковая единица, слог, в свою очередь, определяется как минимальная произносительная, или артикуляционная, единица речи. Точная формулировка определения слога может варьироваться у разных авторов — к примеру, единица может называться кратчайшей, а не минимальной, — однако вне зависимости от использованных терминов в определении подчёркивается неделимость слога — невозможность разложить его на аналогичные составляющие меньшего уровня. Структурно слог может состоять из одного или нескольких звуков, которые следуют непосредственно друг за другом в потоке речи и образуют некое целое, нерасчленимое с точки зрения произношения.
В ряде языков, к числу которых относятся русский, английский и французский, слог не имеет отношения к смысловому содержанию и морфологическому делению слова, частью которого он является. Границы слогов в таких языках являются подвижными и могут смещаться при каких-либо модификациях, не проявляя зависимости ни от морфем, ни от грамматических форм. Если в слове дом один слог, который включает в себя весь корень, то в форме дома первый слог включает в себя уже лишь часть корня, а оставшийся последний звук корня объединяется с окончанием и образует второй слог. Аналогичная ситуация наблюдается в том числе и на стыке слов, когда в пределы одного слога попадают, к примеру, конечная часть предлога и начальная часть следующего неслужебного слова. Иногда, как, например, во французском языке, слог может объединять начало и конец двух знаменательных слов. В русском языке, если два слова не относятся к служебным, слоговая граница между ними обычно всё же проводится.
Также существуют языки, в которых слог — это стабильное образование, состав и границы которого в потоке речи никоим образом не изменяются. Языки подобного рода — древнекитайский или вьетнамский — в силу данной специфической особенности называются слоговыми (или, иначе, языками слогового строя). Устойчивость слога в этих языках связана с тем, что слог представляет собой средство выражения отдельной морфемы и становится фактически минимальной фонологической единицей взамен фонемы; такой слог определяется как силлабема.
Один из методов определения количества слогов в слове основывается на движениях челюсти: руку тыльной стороной подносят близко к подбородку и чётко произносят нужное слово, считая, сколько раз подбородок коснётся руки.

## Структура слога

Иллюстрация структурного состава фонетического слога

Обозначения частей слога в англоязычной литературе, на примере слов cat и sing

Слог состоит из слогообразующего звука, чаще всего гласного, который на схеме слога обозначен 'Г', и окружающих его нескольких неслоговых звуков, обычно согласных, и обозначенных на схеме 'С'.
Согласные в начале слога называются инициалью, согласные в конце слога называют финалью, а слогообразующий звук в середине называется ядром или вершиной. Ядро и финаль вместе взятые называются рифмой.
Ядро является обязательным элементом слога; наличие инициали и финали не обязательно — в ряде случаев они могут полностью отсутствовать:
| Слог  | Инициаль | Ядро | Финаль |
| ----- | -------- | ---- | ------ |
| дом   | д        | о    | м      |
| принц | пр       | и    | нц     |
| из    |          | и    | з      |
| на    | н        | а    |        |
| у     |          | у    |        |

Для каждого конкретного языка характерны свои особенности строения слога, а также ограничения на возможность использования тех или иных звуков в определённых позициях. В некоторых языках обязательна инициаль (къхонг, вьетнамский), в других финаль запрещена (ньянджа, таитянский). Языков с обязательной финалью не существует.
Например, помимо гласных звуков, в некоторых языках слогообразующую функцию ядра слога могут выполнять также сонанты или — реже — шумные согласные. Характерен пример чешского языка, для которого слогообразующие сонанты являются вполне нормальным и распространённым явлением: vlk, vr|ba.
Аналогичным образом гласные звуки могут составлять периферию слога; в таком случае они определяются как неслоговые.

### В китайской фонетике
В фонетике китайского языка приняты другие определения инициали и финали.
В качестве отдельного варианта рассматриваются случаи, когда компоненты слога подвержены чередованию; тогда эквивалентами фонемы выступают начальный согласный (инициаль) и остальная часть слога (финаль).

## Классификация слогов
В качестве наиболее важных традиционно рассматриваются два варианта классификации слогов: по конечному звуку и по количеству гласного.
I. По конечному звуку различают слоги:
1. Открытые — то есть такие, которые заканчиваются непосредственно слогообразующим звуком и не имеют задней периферии;
2. Закрытые — то есть такие, которые заканчиваются неслогообразующим звуком и, соответственно, располагают задней периферией.

В некоторых языках оба названных типа слогов используются одинаково активно, в других — закрытые слоги отсутствуют. В частности, к числу языков открытого слога на определённом этапе своего развития принадлежал праславянский язык; в настоящее время в русском языке закрытые слоги возможны, однако используются существенно реже, чем открытые — группы согласных, находящиеся в позиции между двумя гласными, при слогоделении принято относить к последующему гласному.
II. По количеству гласного различают слоги:
1. Долгие — то есть такие, которые включают в свой состав либо долгий гласный, либо группу из нескольких согласных;
2. Краткие — то есть такие, в составе которых имеется краткий гласный и в то же время отсутствуют группы согласных.

Различение долгих и кратких слогов было, в частности, характерно для древнегреческого и латинского языков. На современном этапе данное разделение актуально, к примеру, для арабского языка.

### В русском языке
В русском языке слоги различают:
- по наличию конечного согласного: открытые (-а-) и закрытые (-ат-);
- по наличию начального согласного: прикрытые (-та-) и неприкрытые (-а-);
- по количественной характеристике: сильные (оканчивающиеся на долгую гласную или на гласную+согласные) и слабые (оканчивающиеся на краткую гласную).

## Полифтонги
Исследователи усматривают непосредственную взаимосвязь между понятиями слога, с одной стороны, и групп гласных, произносимых как один слог — с другой. Подобные группы обобщённо именуются полифтонгами; наиболее распространёнными их вариантами являются группы из двух и трёх гласных звуков (дифтонги и трифтонги, соответственно). В случае полифтонгизации один из гласных, входящих в их состав, рассматривается как вершина слога, а прочие — как периферия; соответственно, принято выделять полифтонги восходящие, нисходящие и комбинированные. В некоторых языках, впрочем, встречаются специфические дифтонги, в которых оба звука составляют ядро; такие группы звуков принято называть равновесными. Фонологически полифтонги могут трактоваться либо как отдельные особые фонемы, либо как сочетания фонем; эти две точки зрения известны как монофонематическая и полифонематическая. Предпочтение какой-либо из них зависит от специфики конкретного языка, с которым имеет дело исследователь.

## Звуковые модификации, обусловленные слогоделением
Слоговая структура слова может иметь определённые специфические особенности, вследствие которых в звуковом составе лексической единицы могут происходить те или иные изменения. Главным образом эти модификации заключаются в появлении посторонних, или, как они ещё могут быть названы, «паразитических» звуков, гласных либо согласных. В зависимости от их местоположения различают два основных типа подобных изменений:
1. эпентеза (появление неорганических звуков внутри слова), и
2. протеза (возникновение посторонних звуков на начальной границе слова).

В частности, вставочные согласные могут возникать на стыке двух слогов, если имеет место зияние — совместное расположение гласных звуков, принадлежащих к различным слогам. В таких случаях носитель языка ощущает интуитивную потребность ввести некоторый переходный звук, как правило — требующий минимального напряжения речевого аппарата согласный наподобие [j]. Появление протетических согласных также сопряжено с зиянием, обнаруживаемым в потоке речи (обыкновенно на стыке двух слов).
Языковая система располагает и некоторыми иными методами преодоления зияния. К их числу относятся:
1. стяжение (объединение нескольких гласных в один долгий или дифтонг, в результате чего слоги также «стягиваются» в один),
2. элизия (выпадение одного из конфликтующих гласных, с аналогичными последствиями).

Что касается посторонних гласных, то их появление вызывается необходимостью разбиения на несколько слогов слитной труднопроизносимой совокупности согласных звуков. Наиболее подходящей средой для возникновения таких звуков являются сочетания сонантов с шумными согласными, отделяющими их от вершины слога. Иногда разрешение проблемы достигается сокращением группы согласных, в основном за счёт тех же сонантов.

## Теории о природе слога
Языковеды выдвинули несколько теорий относительно природы слога: экспираторная, сонорная (акустическая), напряжённости (артикуляторная), динамическая.
Возможность использования какого-либо конкретного звука в определённой позиции слога находится в непосредственной зависимости от его звучности, то есть от количества голоса в его составе. Эта зависимость наглядно отражена в шкале сонорности, представляющей различные типы звуков в порядке убывания их звучности (и, соответственно, типичности использования в ядре):
| Гласные | Гласные | Гласные | Согласные | Согласные | Согласные | Согласные | Согласные |
| ------- | ------- | ------- | --------- | --------- | --------- | --------- | --------- |
| Широкие | Средние | Узкие   | Сонанты   | Звонкие   | Звонкие   | Глухие    | Глухие    |
| Широкие | Средние | Узкие   | Сонанты   | Щелевые   | Смычные   | Щелевые   | Смычные   |
| 1       | 2       | 3       | 4         | 5         | 6         | 7         | 8         |

В обратном направлении, то есть справа налево, убывает, в свою очередь, типичность использования тех или иных разновидностей звуков в качестве периферии слога. С опорой на сонорность была сформулирована сонорная теория слога (см. ниже), в рамках которой предлагалось определять количество слогов в слове по так называемым пикам звучности — звукам, наиболее превосходящим все прочие по степени сонорности. Данная теория, однако, не предоставляет возможности решения вопроса о том, где именно в слове необходимо проводить слогораздел, а также даёт ошибочные результаты при исследовании односложных слов с несколькими пиками звучности.

### Экспираторная теория слога
По экспираторной (выдыхательной) теории слог образуется в результате мышечного напряжения голосовых связок, когда выдыхаемая струя воздуха образует своеобразные толчки-слоги. Теория известна с античных времён. Экспериментарной проверкой может являться простейший опыт с произнесением слова перед пламенем свечи: сколько раз в процессе произношения качнётся пламя — столько слогов содержится в слове. Однако эта теория признана неверной, поскольку есть слова, в которых число слогов не совпадает с количеством выдыханий. Например, в слове «ау» — два слога, но одно выдыхание, в слове «сплав» — напротив: один слог, но два выдыхания.

### Сонорная теория слога
По сонорной теории, которую ещё называют акустической теорией или теорией громкости/звучности, слог является сочетанием звуков с большей или меньшей степенью громкости. Слоговой гласный как громкий звук присоединяет к себе неслоговые согласные. Каждый слог имеет два минимума громкости, которые являются его пределами. Акустическую теорию предложил датский языковед Отто Есперсен. Для русского языка её разработал советский языковед Рубен Иванович Аванесов (1902—1982). Согласно этой теории, высшая ступень (четвёртый уровень в шкале уровня сонорности) по звучности принадлежит гласным звукам ([а], [е], [о] и другие). Между третьим и четвёртым уровнем находится звук [й], который имеет ослабленную звучность в сравнении с гласными. На третьем уровне находятся сонорные согласные ([л], [м]). Второй уровень занимают шумные звонкие ([б], [д] и другие). На первом уровне размещаются шумные глухие ([п], [т] и другие). При нулевом уровне звучание полностью отсутствует, это — пауза. Шкала уровня сонорности строится снизу вверх, подобно нотной линейке. Например, слово «ау» на шкале уровня сонорности будет графически выглядеть как график с двумя резкими вершинами, упирающимися в верхнюю строчку линейки, с впадиной между ними, опускающейся книзу до линии, означающей нулевой уровень (паузу). Если слово условно изобразить в цифрах, представляющих эту акустическую закономерность, то слово «ау» (а-у) можно представить как последовательность номеров уровней сонорности: 0-4-0-4-0. По этой схеме акустический график слово «сплав» (сплаф) будет выглядеть как ломаная линия с последовательностью согласно номерам уровней сонорности: 0-1-1-3-4-1-0. Поскольку в последнем случае лишь одна вершина, то считается, что в слове «сплав» — один слог. Таким образом, сколько вершин имеется на шкале уровня сонорности того или иного слова, столько в нём будет слогов. Однако, согласно этой теории, количество слогов не всегда совпадает с количеством гласных, поскольку иногда встречаются, образующие «вершины», сонорные согласные. К примеру, в слове «смысл» (смы-сл) схема будет следующей: 0-1-3-4-1-3-0. Здесь слово с одной гласной имеет два слога со слоговыми звуками «ы» и «л». В то же время это слово имеет произношение и в один слог: при этом сонорная «л» оглушается шумной глухой «с» по схеме: 0-1-3-4-1-1-0. Эта особенность некоторых слов иметь несколько вариантов произношения по слогам используется в стихосложении. Так, слово «декабрь» в разных местах одного и того же стихотворения Ларисы Никольской произносится в два и в три слога, по необходимости, для поддержания общей ритмичности стиха:

Была в Останкине зима,
Декабрь (де-кабрь), число тридцатое
<...>
Была в Останкине зима,
Декабрь (де-ка-брь), тридцать первое.
Однако теория сонорности в отдельных случая даёт сбои. Так, для междометия «кс-кс-кс», которым в России подзывают к себе домашнюю любимицу-кошку, схема сонорности будет выглядеть графиком с длинной площадкой без вершин (0-1-1-1-1-1-1-0), несмотря на то, что даже на слух данное междометие имеет некую разбивку по уровням звучности.

### Теория напряжённости
По теории напряжённости или артикуляторной теории, которую выдвинул советский языковед Лев Владимирович Щерба, слог образуется благодаря артикуляторному мышечному напряжению, которое растёт в направлении вершины слога (то есть гласного и сонорного звука), а затем спадает. Напряжение, таким образом, выступает в качестве аналога звучности и, действительно, оно также убывает по направлению от гласных через сонорные к звонким и глухим согласным. В данном случае слог трактуется с точки зрения единства произносительного импульса (которым, соответственно, объясняется неделимость слога).

### Динамическая теория слога
По динамической теории, слог рассматривается как комплексное явление, которое обуславливается действием ряда факторов: акустических, артикуляторных, просодических и фонологических. Согласно динамической теории слог есть волна интенсивности, силы. Самые громкие, сильные звуки в слове — слоговые, менее сильные — неслоговые.

## Слогораздел в русском языке
Русский язык относится к числу языков, в которых отсутствуют чёткие фонологические признаки слога, в связи с чем граница слога в комплексах согласных бывает неопределённой. Например, трудно однозначно определить, какое деление наиболее выражено: о-стрый, ос-трый или ост-рый.
По принятой в настоящее время теории, слогораздел в большинстве случаев проходит сразу после гласного звука. Исключение составляют:
- последний или единственный слог в слове. Он включает все конечные согласные: за|бор, власть;
- сочетания вида «й + согласный». В них й относится к предыдущему слогу: вой|на, кой|ка, тай|га;
- сочетания вида «непарный звонкий согласный л м н р + парный согласный». В них звонкий согласный звук относится к предыдущему слогу: каль|ка, кар|тон, кар|бон.

Во всех остальных случаях согласные относятся к следующему слогу: ко|шка, бу|дка, хо|ккей, га|мма, да|лма|тин, у|е|зжать, дра|ться, ма|йор, стро|йо|тряд. 
Обычно считается, что в русском языке слогообразующим является гласный звук, и при этом два гласных звука не могут находиться в пределах одного слога. Согласно этому анализу, в русском слове столько слогов, сколько в нём гласных: а|ри|я (3 слога), ма|як (2 слога), рейс (1 слог).
Слова, состоящие только из согласных звуков (предлоги в, к, с, краткие частицы б, ж, ль), в современных источниках не освещаются. В устаревших источниках указано, что такие слова сами по себе не образуют слога, а производимый ими согласный звук сливается со слогом в следующем или предыдущем слове (в поле ==> впо|ле, она ж ==> о|наж).

## Практическое применение слогов

### При переносе слов
Понятие слога лежит в основе правил переноса слов в русском языке.
Однако разбиение слова для переноса не всегда совпадает с разбиением слова на слоги, в связи с чем некоторые источники разделяют понятия фонетического слога и слога для переноса.

### В стихосложении
С опорой на понятие о слоге в рамках литературоведения выделяются и различаются разнообразные системы стихосложения. В основе стихосложения как такового лежит определённое членение речи на составляющие, и упорядочение стихотворных строк обыкновенно осуществляется по наличию в них каких-либо звуковых элементов; в этом качестве нередко выступает именно слог, как произносительная единица, выделяемая носителями языка интуитивно. Учёт качества и количества слогов образует фундамент систем стихосложения, перечисленных ниже.
1. Силлабическое стихосложение. В данном случае основополагающим принципом является равносложие, то есть учитывается количество слогов в каждой стихотворной строке, и им определяется длина стиха. Если в строке более восьми слогов, то в её середине присутствует так называемая цезура — пауза, разделяющая строку на полустишия. Равнозначность числа слогов предназначается в данной системе для формирования ритма, в тех текстах (или, глобальнее, в тех языках), где соответствующая функция не может быть выполнена ударением[10].
2. Мелодическое стихосложение. В рассматриваемой системе ключевую роль играет высота слогов (наряду с их количеством и расположением); слоги с ровным, восходящим или нисходящим тоном могут, соответственно, противопоставляться. Мелодика актуальна для языков, в которых высота звука и образуемого им слога являются фонологически значимыми[11].
3. Метрическое стихосложение. Для данного типа характерен учёт долготы слогов в дополнение к их числу и позициям. Как и в предыдущем случае, система наиболее продуктивна в тех языках, где долгота гласного является фонологически значимым признаком. В частности, в античной метрике краткий слог принимался за одну единицу измерения стиха, а долгий слог, в свою очередь, был эквивалентен двум таким единицам, из которых собиралась стихотворная строка[12].
4. Тоническое стихосложение. В этом случае ведётся учёт количества и расположения ударных слогов, равно как и их соотношения с безударными. Указанная система эффективна в тех языках, где применяется силовое динамическое ударение и наблюдается ослабление безударных гласных. В зависимости от того, учитывается ли только число ударных слогов, или же также и их позиционирование, различаются собственно тоническое и силлабо-тоническое стихосложение[13].

### В партитуре для голоса

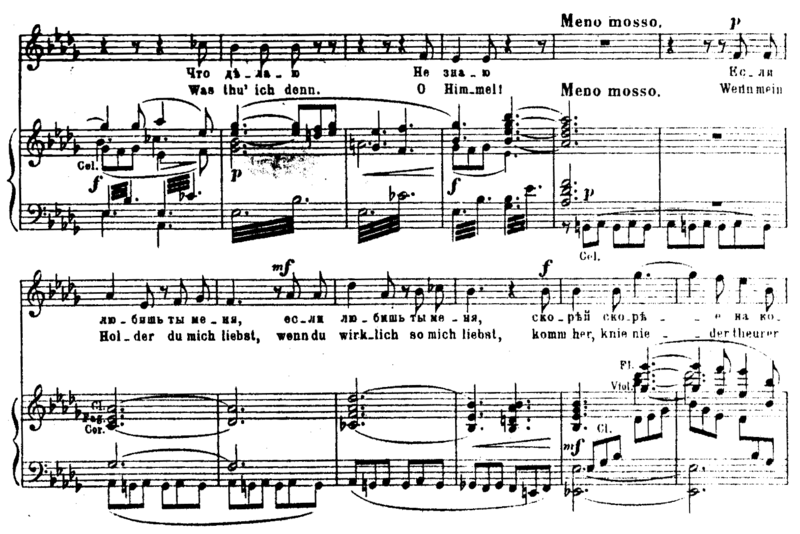
Партитура для голоса и фортепиано

При записи вокальной партии в партитуре для музыкального инструмента и голоса каждый слог помещают под соответствующей ему нотой.

## Критика
Многие учёные писали в своих трудах о том, что слог — ничто. «Слог есть фикция» (Л. Р. Зиндер). Согласно теории Л. В. Щербы о том, что любая звуковая единица связана со смыслом фонемы, слог фиктивен, так как не имеет никакой связи со смыслом (в русском языке).
Эссен писал, что слог не несёт смысла и не имеет каких-либо особых акустических характеристик.